# برامانجا
برامانجا (به لاتین: Beramanja) یک منطقهٔ مسکونی در ماداگاسکار است که در آمبیلوب واقع شده‌است. برامانجا ۲۶٬۲۷۳ نفر جمعیت دارد و ۱۵ متر بالاتر از سطح دریا واقع شده‌است.